# 2104 Toronto
A 2104 Toronto (ideiglenes jelöléssel 1963 PD) a Naprendszer kisbolygóövében található aszteroida. Karl W. Kamper fedezte fel 1963. augusztus 15-én.